# アーサー・ヘジルリッジ (第2代準男爵)

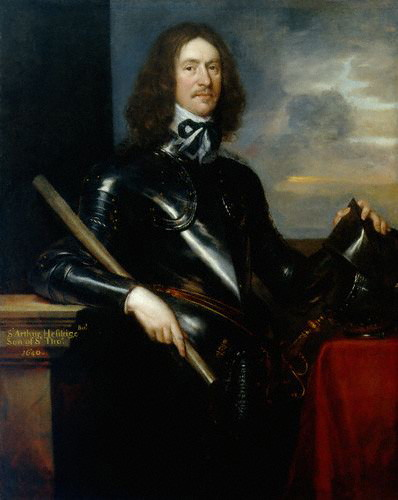
第2代準男爵サー・アーサー・ヘジルリッジ

第2代準男爵サー・アーサー・ヘジルリッジ（英：Sir Arthur Hesilrige, 2nd Baronet, 1601年 - 1661年1月7日）は、清教徒革命（イングランド内戦）期のイングランドの軍人・政治家。初代準男爵トマス・ヘジルリッジとフランセス・ゴージス夫妻の子。英語綴りはHaselrigとも書き、日本語表記もヘーゼルリグ、ハスレーリッグと異なる表記がある。

## 生涯
1640年の短期議会・長期議会でレスターシャー選挙区から庶民院議員に選出、ジョン・ピム、ジョン・ハムデンに次ぐ反王党派の議会派としてヘンリー・ベイン、オリバー・シンジョン、デンジル・ホリスらと共に注目された。カンタベリー大主教ウィリアム・ロードの宗教政策に反対しストラフォード伯トマス・ウェントワースの弾劾、根絶請願に基づく根絶法案の提出や民兵法案提出に主導的役割を果たした。このため国王チャールズ1世に目を付けられ、報復として1642年1月4日にチャールズ1世が兵隊を引き連れて議会に乗り込んだが、ピム・ハムデン・ホリス・ウィリアム・ストロードらと共に一時逃亡、チャールズ1世が逆に退去した後は議会に復帰した。
第一次イングランド内戦が始まると兵を率いて転戦、1642年10月23日のエッジヒルの戦いに参戦、1643年は騎兵隊を率いてウィリアム・ウォラーの軍に加わり7月5日のランズダウンの戦いと13日のラウンドウェイ・ダウンの戦いで王党派と戦ったが、両方とも王党派の将軍ラルフ・ホプトンに敗れている。1644年に議会と同盟を結んだスコットランド国民盟約（盟約派）との共同組織である両王国委員会に加わる一方で再びウォラーの下で転戦、3月29日のチェリトンの戦いでホプトンに勝利した。
1646年に第一次内戦が終わると、オリバー・クロムウェルと共に独立派の指導に当たり、長老派に対抗した。1648年に第二次イングランド内戦が起こるとニューカッスルを守り抜き、クロムウェルに従い敵になったスコットランドへ遠征した。イングランド共和国時代では国務会議委員になったが、共和主義者だったためクロムウェルらニューモデル軍とランプ議会が対立すると議会側に立ち、一時歩み寄りが見られた両者の妥協に反対、1653年4月20日にクロムウェルがクーデターで議会を武力解散すると彼と決別して反対派に回った。1658年に補欠選挙で政界に復帰、共和主義勢力を率いて庶民院の主導権を握り、第二議会で護国卿となったクロムウェルの政治を厳しく非難したり第二院の存在にも異議を唱え、政界を混乱させクロムウェルによる議会解散に追い込んだ。
クロムウェル死後の1659年に再び国務会議委員に選ばれ、ジョージ・マンクのロンドン進撃を支持して1660年4月にジョン・ランバートの反乱を鎮圧したが、チャールズ2世の帰還に反対したため王政復古後に逮捕された。マンクの尽力で死刑は免れたが、釈放されないまま翌1661年にロンドン塔で獄死した。